# Password (programa de televisió)
Password era un concurs emès pel canal espanyol de televisió Cuatro. El format, que és la versió espanyola del concurs nord-americà homònim estrenat en CBS en 1961, va ser presentat inicialment per Luján Argüelles (des del 7 de juliol de 2008, fins al 25 de gener de 2010) i, posteriorment, per Ana Milán (des del 25 de gener de 2010 fins al 10 de juny de 2010). El 2017 es van fer càstings per a un probable retorn del programa.

## Mecànica del concurs
Una parella formada per un concursant i un convidat famós competeix contra una altra parella de les mateixes característiques. L'objectiu del concurs és endevinar paraules secretes, passwords, que només un dels membres de la parella coneix. En un temps determinat la parella haurà de descobrir el màxim nombre de passwords possibles, per a això de manera alterna els integrants de la parella diran una paraula, el concursant que coneix el password una pista i el que els ha d'encertar la paraula que creu que està amagada, quan la descobreix, o bé si resulta impossible fer-ho, passen al següent password. Està prohibit donar com a pistes paraules que tinguin la mateixa arrel que la paraula a endevinar.(Per exemple, no es pot dir "braç" per a endevinar el password "abraçar")
A la rondes classificatòries cada concursant tindrà 4 rondes de 30 segons per a descobrir a cadascuna d'elles un màxim de 5 passwords. Cada concursant jugarà 2 rondes amb cadascun dels convidats famosos que hi ha cada dia en el programa, una ronda donant les pistes i l'altra encertant els passwords, passant a continuació a l'intercanvi dels convidats. El concursant que encerti més passwords en aquestes 4 rondes passarà a la ronda final acompanyat pel convidat que li ha ajudat a descobrir més paraules.

## Ronda final
La mecànica de la ronda final és molt semblant a la de la ronda classificatòria amb algunes excepcions:
- El temps per a cada ronda passa a ser d'1 minut i mig.
- Per a cada password es poden donar com a màxim 3 pistes.
- Si en una password es diu "següent", aquesta paraula no torna a aparèixer, a diferència d'en la ronda classificatòria.
- El concursant tria qui donarà les pistes. Aquesta elecció es manté durant tota la ronda final.

Els nivells de premis són els següent:
- 1r nivell: 5 / 10 encerts ---> 500 euros
- 2n nivell: 5 / 9 encerts ---> 1.000 euros
- 3r nivell: 5 / 8 encerts ---> 2.500 euros (nivell de seguretat)
- 4t nivell: 5 / 7 encerts ---> 5.000 euros
- 5è nivell: 5 / 6 encerts ---> 7.500 euros
- 6è nivell: 5 / 5 encerts ---> 30.000 euros(*)

(*) Pot mínim, que s'anirà incrementant diàriament amb 1.000 euros.